# André Turpin (artiste)
Cet article concerne le peintre automatiste, sculpteur, céramiste, potier et professeur d'arts plastiques canadien. Pour le directeur de la photographie, réalisateur et scénariste canadien, voir André Turpin.
Pour les articles homonymes, voir Turpin.
André Turpin, né le 5 octobre 1937 à Montréal et mort le 13 mai 2017 à Montréal, est un peintre, sculpteur, céramiste, potier et professeur d'arts plastiques québécois. 

## Biographie

### Enfance
André Turpin est un orphelin de Duplessis. Son enfance est marquée par la violence, l'isolement et la décès de sa mère. 

### Formation
André Turpin s'inscrit en céramique à L'Institut des Arts appliqués de Montréal (1961-1962). Il a Maurice Savoie (École du meuble de Montréal  et École des beaux-arts de Montréal) comme professeur. De plus, en histoire des styles (une branche de l'histoire de l'art) c'est le romancier Claude Jasmin qui est son enseignant.
Il côtoie les sculpteurs Robert Roussil et Armand Vaillancourt qui sont alors en début de carrière. (Réf.: Ibid. p. 88-89)
À l'École des beaux-arts de Montréal (1963-1965), André Turpin suit les cours de monsieur Wolf en peinture et de monsieur Potvin en modelage. En histoire de l'art, c'est François-Marc Gagnon qui lui enseigne.
De 1966 à 1967, André Turpin est élève à  l'Académie Julian à Paris. 
À son retour au Québec, il se lance dans l’expérimentation de la céramique. 
En 1976, il entreprend un stage en sculpture sur marbre et technique de fonderie à Pietrasanta en Italie.
En 1979, il complète avec succès un stage en céramique à l'Atelier d'Art des Mitons, en France.
En 2013, il est victime d’une sévère chute ce qui lui occasionne une grave fracture du crâne qui provoque l’apparition d’un Alzheimer en latence.

## Œuvres
- André Turpin, sans titre, Cahier Y468, dessin #1, 1976, Plume et acrylique sur papier 33 × 25,4 cm[7].
- André Turpin, Vers la lumière, 1986, Sculpture en bronze, 213 × 132 × 106 cm[8].
- André Turpin, une centaine d'œuvres sur CD (ordinateur et appareil photo), 2000, titre cosmique[9].
- André Turpin, Le Double, 1997,(art brut), Huile sur toile, 61 × 50,5 cm Collection Laurent Lachance[10].
- André Turpin, Fleuretta, 2008, Huile sur toile, 121,9 × 101,6 cm. Collection Patricia Décarie[11].
- André Turpin, Sculpture abstrait sur bois (arbre) : La Vie, 2008, 259 × 91 × 81 cm[12].

L’œuvre d'André Turpin s'inscrit dans l'automatisme, un mouvement artistique québécois inspiré du surréalisme d'André Breton. À noter que Turpin admettait volontiers avoir été influencé par des artistes comme Modigliani, pour ses têtes. De plus, sa production artistique subit également l'influence de Van Gogh, Rouault, Miro, Gauguin, Matisse et Riopelle.
L'œuvre peinte de Turpin est évalué à environ 2 000 grandes toiles et à autant de petites toiles. Ce qui totalise environ 4 000 toiles.

## Citations
- « Ma vie, c'est l'art »[16]
- « Un créateur a horreur des cadres, qu'ils soient temporels temps ou sociaux »[17]
- « Je crée comme je respire. L'art me porte autant que je le porte. La nature m'a fait artiste. Je ne serais être autre. On ne demande pas à une rose d'être une tulipe ».[18]